# Pallaviciniales
Pallaviciniales là một bộ rêu trong ngành Marchantiophyta.